# Admontia pictiventris
Admontia pictiventris är en tvåvingeart som beskrevs av Aldrich 1934. Admontia pictiventris ingår i släktet Admontia och familjen parasitflugor. Inga underarter finns listade i Catalogue of Life.